# Luis Rongo
Luis María Agustín Rongo (San Isidro, 1915 – 1981) è stato un calciatore argentino, di ruolo attaccante.

## Caratteristiche tecniche
Giocava come attaccante centrale. Era considerato simile, per caratteristiche fisiche e stile di gioco, a Bernabé Ferreyra: Rongo, come Ferreyra, era robusto, rapido e abile nel finalizzare le azioni, grazie anche al suo opportunismo. Dotato di un tiro molto potente, gli capitò per due volte di lacerare la rete.

## Carriera

### Club
Rongo iniziò la sua carriera nel settore giovanile del River Plate di Buenos Aires: fu inserito in prima squadra nella stagione 1935. In campionato fu allenato dall'ungherese Imre Hirschl, ma nel ruolo di centravanti il titolare era Bernabé Ferreyra. Vinse due titoli consecutivi nel biennio 1936-1937; a metà della stagione 1937 fu ceduto in prestito all'Argentinos Juniors, ed esperì l'insolita condizione di essere contemporaneamente campione d'Argentina e retrocesso in seconda divisione. Rientrato al River, primeggiò per numero di reti nel corso della stagione 1938, allorché realizzò 33 gol in 20 partite. Concluso il suo periodo al River contò 56 reti in 48 incontri (con 6 gol nel Superclásico), e passò al Peñarol di Montevideo, in Uruguay; nel 1940 venne ceduto al Fluminense, formazione brasiliana. Con la nuova maglia tricolore vinse per due volte il campionato statale, e mantenne nuovamente una media-gol superiore a 1: in 25 incontri realizzò 36 reti. Le 26 reti nel campionato Carioca del 1941 lo resero capocannoniere del torneo. Nel 1942 fece ritorno in patria, accasandosi al Platense di Vicente López. Dopo tre stagioni passò al Temperley, dove marcò 9 segnature in altrettante gare. Nel 1947 giocò per Excursionistas e San Telmo (6 gol in 6 partite). Ha segnato più di 100 reti in Argentina.

## Palmarès

### Club

#### Competizioni nazionali
- Campionato argentino: 2

River Plate: 1936, 1937
- Campionato Carioca: 2

Fluminense: 1940, 1941

### Individuale
- Capocannoniere del Campionato Carioca: 1

1941 (26 gol)